# クアルケル・コイザ
『クアルケル・コイザ』（Qualquer Coisa）は、ブラジル人ミュージシャン、カエターノ・ヴェローゾが1975年に発表したスタジオ・アルバム。

## 解説
発売日は前作『ジョイア』と同日で、オリジナルLPのカタログ番号は「6349 142」。
ジャケットはビートルズのアルバム『レット・イット・ビー』（1970年）が元になっており、収録曲のうち3曲はビートルズのカヴァーである。「ア・トゥア・プレゼンサ・モレーナ」はマリア・ベターニアに書き下ろした曲のセルフ・カヴァーで、ベターニアのヴァージョンは1971年のアルバム『A Tua Presença』に収録されている。
Alvaro Nederはオールミュージックにおいて5点満点中4.5点を付け「ヴェローゾのギター、声、メロディ、そして歌詞に焦点が当てられている」と評している。

## 収録曲
特記なき楽曲はカエターノ・ヴェローゾ作。
1. クアルケル・コイザ（どんなことでも） - "Qualquer Coisa" - 3:15
2. ダ・マイオール・インポルタンシア（一番大切なこと） - "Da Maior Importância" - 4:33
3. サンバ・イ・アモール（サンバと愛） - "Samba E Amor" (Chico Buarque) - 2:52
4. マドゥルガーダ・イ・アモール（夜更けの愛） - "Madrugada E Amor" (José Messias) - 3:37
5. ア・トゥア・プレゼンサ・モレーナ（君の褐色の存在） - "A Tua Presença Morena" - 2:05
6. ドゥルーミ・ネグリーニャ - "Drume Negrinha (Drume Negrita)" (Eliseo Grenet, Caetano Veloso) - 3:50
7. ジョルジ・ヂ・カパドーシア（カッパドキアのジョルジ） - "Jorge de Capadócia" (Jorge Ben) - 3:22
8. エリナー・リグビー - "Eleanor Rigby" (John Lennon, Paul McCartney) - 5:34
9. フォー・ノー・ワン - "For No One" (J. Lennon, P. McCartney) - 5:01
10. レディ・マドンナ - "Lady Madonna" (J. Lennon, P. McCartney) - 2:47
11. ラ・フロール・デ・ラ・カネーラ（ニッケの花） - "La Flor de la Canela" (Chabuca Granda) - 3:12
12. ニッシーシャ - "Nicinha" - 0:46

### 日本盤SHM-CDボーナス・トラック
1. ママイ・ナトゥレーザ - "Mamãe Natureza" (Rita Lee) - 3:36
2. トゥード・シ・トランスフォルモウ（すべては変わってしまった） - "Tudo Se Transformou" (Paulinho da Viola) - 3:42